# Lista orașelor și comunelor din Hessa
În landul federal Hessa există:

Comunele Hessei

- 426 de localități (1. aprilie 2008):
  - 189 orașe, din care:
    - 5 orașe cu statut de district urban,
    - 7 orașe cu statut special

  - 237 comune

## Districte urbane (kreisfreie Stadt)
- Darmstadt
- Frankfurt pe Main
- Kassel
- Offenbach am Main
- Wiesbaden (capitala landului, Landeshauptstadt)

## Orașe cu statut special (Sonderstatus)
- Bad Homburg v.d. Höhe - în același timp capitală de district (Kreisstadt) a districtului Hochtaunuskreis
- Fulda - capitala districtului Fulda
- Gießen - capitala districtului Gießen
- Hanau - capitala districtului Main-Kinzig-Kreis
- Marburg - capitala districtului Marburg-Biedenkopf
- Rüsselsheim
- Wetzlar

## Orașe și comune
414 alte orașe și comune; aldin = oraș

## A
| - Aarbergen - Abtsteinach - Ahnatal - Alheim - Allendorf (Eder) | - Allendorf (Lumda) - Alsbach-Hähnlein - Alsfeld - Altenstadt | - Amöneburg - Angelburg - Antrifttal - Aßlar |

## B
| - Babenhausen - Bad Arolsen - Bad Camberg - Bad Emstal - Bad Endbach - Bad Hersfeld - Bad Karlshafen - Bad König - Bad Nauheim - Bad Orb - Bad Salzschlirf - Bad Schwalbach - Bad Soden am Taunus - Bad Soden-Salmünster - Bad Sooden-Allendorf - Bad Vilbel - Bad Wildungen - Bad Zwesten - Battenberg (Eder) | - Baunatal - Bebra - Beerfelden - Bensheim - Berkatal - Beselich - Biblis - Bickenbach - Biebertal - Biebesheim am Rhein - Biebergemünd - Biedenkopf - Birkenau - Birstein - Bischoffen - Bischofsheim - Borken (Hessen) - Brachttal | - Braunfels - Brechen - Breidenbach - Breitenbach am Herzberg - Breitscheid - Brensbach - Breuberg - Breuna - Brombachtal - Bromskirchen - Bruchköbel - Büdingen - Bürstadt - Büttelborn - Burghaun - Burgwald - Buseck - Butzbach |

## C
| - Calden | - Cölbe | - Cornberg |

## D
| - Dautphetal - Dieburg - Diemelsee - Diemelstadt | - Dietzenbach - Dietzhölztal - Dipperz - Dillenburg | - Dornburg - Dreieich - Driedorf |

## E
| - Ebersburg - Ebsdorfergrund - Echzell - Edermünde - Edertal - Egelsbach - Ehrenberg (Rhön) - Eichenzell | - Ehringshausen - Einhausen - Eiterfeld - Elbtal - Eltville am Rhein - Elz - Eppertshausen - Eppstein | - Erbach - Erlensee - Erzhausen - Eschborn - Eschenburg - Eschwege - Espenau |

## F
| - Feldatal - Felsberg - Fernwald - Fischbachtal - Flieden - Flörsbachtal - Flörsheim am Main | - Florstadt - Fränkisch-Crumbach - Frankenau - Frankenberg (Eder) - Freiensteinau - Freigericht - Friedberg (Hessen) | - Friedewald - Friedrichsdorf - Frielendorf - Fritzlar - Fronhausen - Fürth - Fuldabrück - Fuldatal |

## G
| - Gedern - Geisenheim - Gelnhausen, Barbarossastadt - Gemünden (Felda) - Gemünden (Wohra) - Gernsheim - Gersfeld (Rhön) - Gilserberg - Ginsheim-Gustavsburg - Gladenbach - Glauburg | - Glashütten - Gorxheimertal - Grävenwiesbach - Grasellenbach - Grebenau - Grebenhain - Grebenstein - Greifenstein - Griesheim - Großalmerode - Groß-Bieberau | - Großenlüder - Groß-Gerau - Großkrotzenburg - Groß-Rohrheim - Groß-Umstadt - Groß-Zimmern - Grünberg - Gründau - Gudensberg - Guxhagen |

## H
| - Habichtswald - Hadamar - Haiger - Haina (Kloster) - Hainburg - Hammersbach - Hasselroth - Hattersheim am Main - Hatzfeld (Eder) - Hauneck - Haunetal - Heidenrod - Helsa - Heppenheim (Bergstraße) | - Herborn - Herbstein - Heringen (Werra) - Herleshausen - Hesseneck - Hessisch Lichtenau - Heuchelheim - Heusenstamm - Hilders - Hirschhorn (Neckar) - Hirzenhain - Hochheim am Main - Höchst im Odenwald - Hofbieber | - Hofgeismar - Hofheim am Taunus - Hohenahr - Hohenroda - Hohenstein - Homberg (Efze) - Homberg (Ohm) - Hosenfeld - Hünfeld - Hünfelden - Hünstetten - Hüttenberg - Hungen |

## I
| - Idstein | - Immenhausen |

## J
| - Jesberg | - Jossgrund |

## K
| - Kalbach - Karben - Kaufungen - Kefenrod - Kelkheim (Taunus) - Kelsterbach | - Kiedrich - Kirchhain - Kirchheim - Kirtorf - Knüllwald - Königstein im Taunus | - Körle - Korbach - Kriftel - Kronberg im Taunus - Künzell |

## L
| - Lahnau - Lahntal - Lampertheim - Langen (Hessen) - Langenselbold - Langgöns - Laubach - Lauterbach (Hessen) - Lautertal (Odenwald) - Lautertal (Vogelsberg) | - Leun - Lich - Lichtenfels - Liebenau - Liederbach am Taunus - Limburg an der Lahn - Limeshain - Linden - Lindenfels | - Linsengericht - Löhnberg - Lohfelden - Lohra - Lollar - Lorch - Lorsch - Ludwigsau - Lützelbach |

## M
| - Mainhausen - Maintal - Malsfeld - Meinhard - Meißner - Melsungen - Mengerskirchen - Merenberg | - Messel - Michelstadt - Mittenaar - Mörfelden-Walldorf - Mörlenbach - Modautal - Morschen | - Mossautal - Mücke - Mühlheim am Main - Mühltal - Münchhausen - Münster - Münzenberg |

## N
| - Nauheim - Naumburg - Neckarsteinach - Nentershausen - Neu-Anspach - Neuberg - Neu-Eichenberg - Neuenstein | - Neuental - Neuhof - Neu-Isenburg - Neukirchen - Neustadt (Hessen) - Nidda - Niddatal - Nidderau | - Niedenstein - Niederaula - Niederdorfelden - Niedernhausen - Nieste - Niestetal - Nüsttal |

## O
| - Oberaula - Ober-Mörlen - Ober-Ramstadt - Obertshausen | - Oberursel (Taunus) - Oberweser - Oestrich-Winkel | - Otzberg - Ortenberg - Ottrau |

## P
| - Petersberg - Philippsthal (Werra) | - Pfungstadt - Pohlheim | - Poppenhausen (Wasserkuppe) |

## R
| - Rabenau - Ranstadt - Rasdorf - Raunheim - Rauschenberg - Reichelsheim (Odenwald) - Reichelsheim (Wetterau) - Reinhardshagen - Reinheim - Reiskirchen | - Riedstadt - Rimbach - Ringgau - Rockenberg - Rodenbach - Rodgau - Rödermark - Romrod - Ronneburg | - Ronshausen - Rosbach vor der Höhe - Rosenthal - Roßdorf - Rotenburg a.d. Fulda - Rothenberg - Rüdesheim am Rhein - Runkel |

## S
| - Schaafheim - Schauenburg - Schenklengsfeld - Schlangenbad - Schlitz - Schlüchtern - Schmitten - Schöffengrund - Schöneck - Schotten - Schrecksbach | - Schwalbach am Taunus - Schwalmstadt - Schwalmtal - Schwarzenborn - Seeheim-Jugenheim - Seligenstadt - Selters (Taunus) - Sensbachtal - Siegbach - Sinn - Sinntal | - Söhrewald - Solms - Sontra - Spangenberg - Stadtallendorf - Staufenberg - Steffenberg - Steinau an der Straße - Steinbach (Taunus) - Stockstadt am Rhein - Sulzbach (Taunus) |

## T
| - Tann (Rhön) - Taunusstein | - Trebur - Trendelburg | - Twistetal |

## U
| - Ulrichstein | - Usingen |

## V
| - Viernheim - Vellmar | - Villmar - Vöhl | - Volkmarsen |

## W
| - Wabern - Wächtersbach - Wahlsburg - Waldbrunn (Westerwald) - Waldeck - Waldems - Waldkappel - Wald-Michelbach - Waldsolms - Walluf - Wanfried | - Wartenberg - Wehretal - Wehrheim - Weilburg - Weilmünster, Marktflecken - Weilrod - Weimar (Lahn) - Weinbach - Weißenborn - Weiterstadt | - Wettenberg - Wetter (Hessen) - Wildeck - Willingen (Upland) - Willingshausen - Witzenhausen - Wölfersheim - Wöllstadt - Wohratal - Wolfhagen |

## Z
| - Zierenberg | - Zwingenberg |

## Zone neîncorporate
- Gutsbezirk Kaufunger Wald, (ca. 5032 ha), districtul rural Werra-Meißner-Kreis
- Gutsbezirk Reinhardswald, (ca. 18258 ha), districtul rural Kassel
- Gutsbezirk Spessart, (ca. 8930 ha), districtul rural Main-Kinzig-Kreis
- Michelbuch, (ca. 485 ha), districtul rural Bergstraße